# Малезская декларация о человеческом измерении в глобальном изменении климата

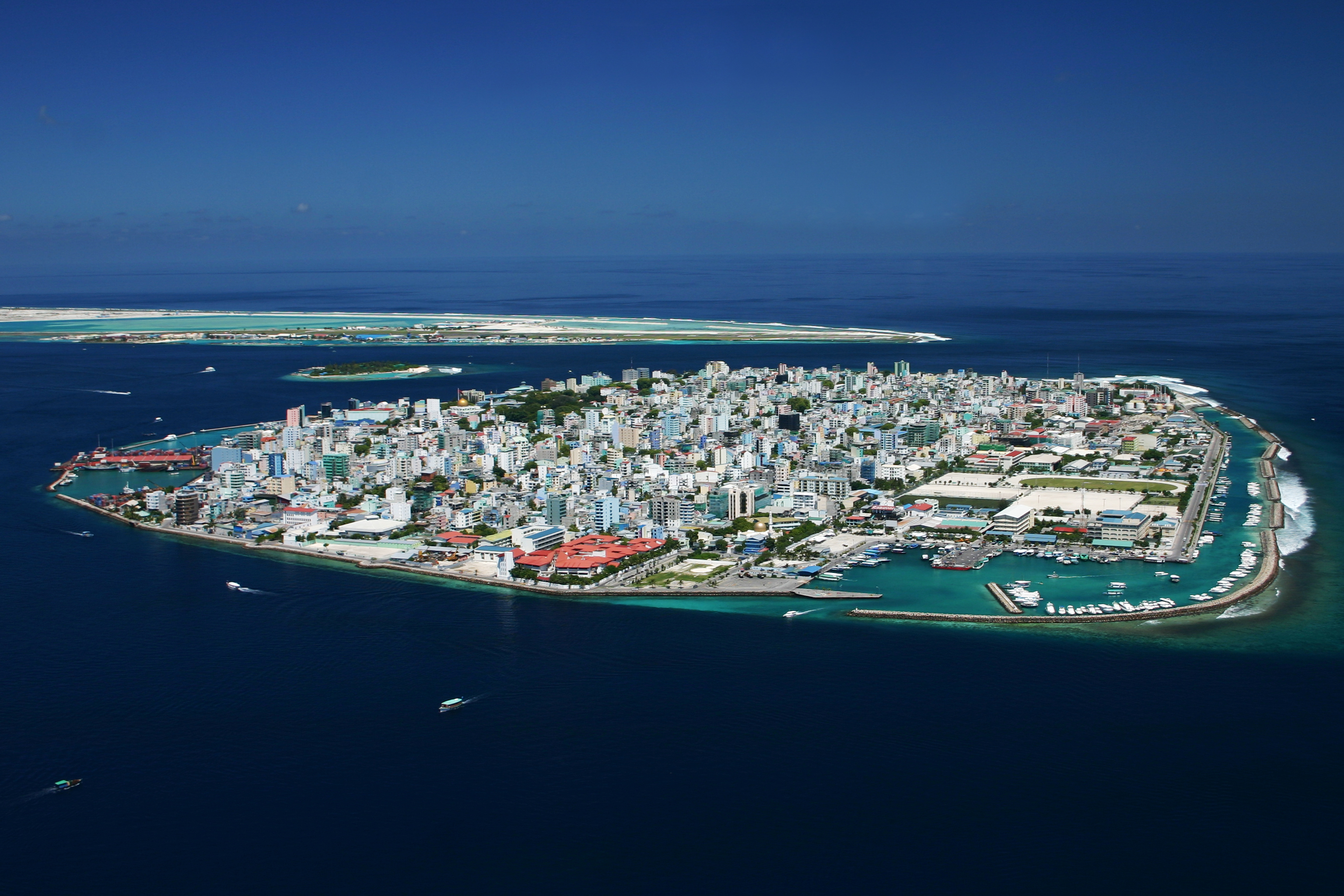
Остров Мале (Мальдивы), где была подписана декларация

Малезская декларация о человеческом измерении в глобальном изменении климата — это международный договор, подписанный представителями нескольких малых островных развивающихся государств на конференции в ноябре 2007 года. Цель Декларации заключается в том, чтобы изложить четкую стратегию, объединяющую изменение климата и права человека. Декларация также призвана изменить направление по борьбе с изменением климата, сосредоточив внимание только на воздействии изменения климата на окружающую среду и учёт последствий изменения климата для человека. В Декларации четко говорится, что право на здоровую окружающую среду является основным из всех прав человека.
На Мальдивах, в столице которой было подписано соглашение, изменение климата уже начало влиять на права человека и влияет на популяцию населения. Таким образом, Мальдивы и другие островные государства начали создавать международную коалицию, которая призывает использовать права человека как основу для борьбы с изменением климата. С целью поддержки этой коалиция организовывались встречи в Женеве, Нью-Йорке и Мале.

## ООН
Страны, подписавшие декларацию, попросили Совет ООН по правам человека сосредоточить внимание на последствиях изменения климата и влияния этого на права человека. В ответ Управление Верховного комиссара ООН по правам человека опубликовало первое исследование, в котором определялись конкретно, как изменение климата влияет на осуществление прав человека, подчеркивая, что страны обязаны работать вместе для защиты прав человека от глобального изменения климата. В частности, в отчете выделено несколько основных прав, находящихся под угрозой, в том числе права на жизнь, здоровье, достойный уровень жизни и самоопределение.